# Mantura chrysanthemi chrysanthemi
Mantura chrysanthemi chrysanthemi é uma subespécie de insetos coleópteros polífagos pertencente à família Chrysomelidae.
A autoridade científica da subespécie é Koch, tendo sido descrita no ano de 1803.
Trata-se de uma subespécie presente no território português.